# Мячин, Константин Алексеевич
Константи́н Алексе́евич Мя́чин (псевдонимы: Васи́лий Васи́льевич Я́ковлев (1909—1919), К. А. Стоянович (c 1921), «Финн», «Никола́й»; 17 [29] августа 1886, с. Михайловка, Оренбургская губерния — 16 сентября 1938, Москва) — российский революционер-большевик, партийный и военный деятель. В историю вошёл прежде всего тем, что организовал, по поручению большевистских властей, перевозку царской семьи из Тобольска в Екатеринбург. Автор мемуаров.

## Биография
Происходил из крестьян. В 1891 году семья перебралась в Уфу. Учился в церковно-приходской школе, затем работал на одном из уфимских заводов.

### Экспроприации
Член РСДРП с 1905 года. Один из руководителей боевиков Уфимской губернской организации, участник террористических актов и экспроприаций на Урале, в том числе в районе Челябинска, где бывал неоднократно, участник так называемого «Боевого отряда народного вооружения».
В конце 1907 г. выл выбран сотником боевой организации РСДРП в Уфе, заведовал кассой боевиков. В 1908 году участвовал в ограблении почты Миасского завода.,  1 октября 1908 г. на почту, следовавшую из Миасской почтово-телеграфной конторы на местный вокзал и не доехавшей до него менее версты,  около 6 часов вечера напали вооруженные боевики. Как только два почтальона в экипаже переехали небольшой мостик, из соседних кустов началась стрельба. Под лошадей метнули фитильную бомбу, одну сразу убило наповал, другую сильно изувечило. Почтальон успел выстрелить несколько раз из своего браунинга, затем потерял сознание. Следовавших сзади двух стражников отсекли огнём. Боевики похитили два ценных пакета на 26 и 14 тыс. руб. Все налётчики благополучно скрылись.
В 1908 году выехал в Женеву, где вместе с И. С. Кадомцевым разработал план знаменитой «Большой Миасской экспроприации».
Весной 1909 года входил в руководство «Уральской боевой организации РСДРП». Руководил подготовкой и осуществлением крупного ограбления на станции Миасс 26 августа 1909 года. Всего в ограблении участвовали 17 человек. После кровавой перестрелки с полицией (4 убитых и 10 тяжело раненых) налётчики овладели крупной суммой денег и золотыми слитками и бежали на паровозе. Большинство участников ограбления были арестованы полицией, на свободе остались четверо, в том числе и Мячин, который с деньгами перебрался за границу.
После возвращения в СССР в 1927 году Мячин, желая преувеличить свои «революционные заслуги», приписал себе участие в двадцати экспроприациях и «партизанских действиях».

### В эмиграции
В 1909—1917 годах из-за угрозы ареста и смертной казни — в эмиграции. Проживал в Швеции и Германии, затем уехал в Италию. Встретившись в 1910 году на о. Капри с М. Горьким, вовлёк его в кампанию по защите боевиков на судебном процессе в Челябинске.
В 1914—1917 годах проживал в г. Льеж в Бельгии, работал мастером завода Всеобщей компании электричества.

### Революция
После Февральской революции вернулся в Россию, приехав в Симский завод. Был избран председателем местного Совета. Участвовал в работе Уральского съезда Советов в Екатеринбурге, 2-й Уфимской губ. партийной конференции. Делегат 2-го Всероссийского съезда Советов.
Входил в состав ВРК при Петроградском совете, активно участвовал в захвате власти большевиками. Был назначен комиссаром телеграфных и телефонных станций. 8(21) декабря 1917 года вошёл в состав ЧК. В декабре 1917 — январе 1918 — заместитель председателя ВЧК. Во ВЦИК, ВЧК и Красной армии служил под именем «Василия Васильевича Яковлева».
В январе 1918 назначен ВЦИК военкомом Уральской области, но по прибытии на Урал в должность не вступил из-за сопротивления Уралоблосовета.
Весной 1918 года Яковлев доставил хлебный поезд из Уфы в Петроград, а взамен оружие для борьбы с Дутовым.

### Перевозка Николая II
В апреле 1918 года по поручению Я. М. Свердлова и В. И. Ленина осуществил перевозку царя, царицы и их дочери Марии из Тобольска в Екатеринбург. В начале апреля 1918 года отбыл во главе отряда из Москвы в Тобольск с приказом от большевистского руководства доставить Николая II в «красную столицу Урала» — Екатеринбург. С собой Яковлев имел мандат для уральских большевиков следующего содержания (обнаруженный исследователями в Государственном архиве Российской Федерации), написанный лично Я. М. Свердловым:515:

Дорогие товарищи!
Сегодня по прямому проводу предупреждаю Вас о поездке к Вам подателя т. Яковлева. Вы поручите ему перевести Николая на Урал. Наше мнение пока находиться ему в Екатеринбурге. Решите сами, устроить ли его в тюрьме или приспособить какой-либо особняк. Без нашего прямого указания никуда не увозите.
…Задача Яковлева доставить Николая в Екатеринбург живым и сдать или председателю Белобородову или Голощёкину. Яковлеву даны самые точные и подробные инструкции.
Всё, что необходимо, сделайте. Сговоритесь о деталях с Яковлевым.
С товарищеским приветом. Я. Свердлов
9.IV.1918 г.
Появившись в Тобольске в 20-х числах апреля с отрядом около 200 человек, Яковлев заявил Государю, что должен вывезти его из Тобольска. Так как наследник был болен, с Государем поехали Государыня, Вел. Кн. Мария Николаевна, В. А. Долгоруков и Е. С. Боткин. Остальные члены царской семьи остались в Тобольске с больным наследником и были перевезены в Екатеринбург позднее. На лошадях добрались от Тобольска до Тюмени. От Тюмени на поезде поехали к Омску, где Яковлев по прямому проводу связался с Москвой и получил от Свердлова распоряжение отвезти Государя в Екатеринбург. Прибыв в Екатеринбург, Яковлев передал своих пленников председателю областного совета Белобородову и военному комиссару Голощёкину, получив от них расписку. Про себя в это время Яковлев говорил, что он бывший морской офицер, уволенный со службы за политические взгляды, и долго жил в Берлине. Говорил по-английски, по-французски и по-немецки.
Действия комиссара Яковлева у современников и последующих исследователей породили две противоположных теории заговора: по мнению уральцев, он являлся белогвардейским агентом и планировал спасти царя, вывезя его из России, по другой версии, выдвинутой следователем Соколовым, он, наоборот, являлся германским агентом и намеревался вывезти царя в расположение немецкой армии. Историк-архивист В. М. Хрусталёв считал появление подобных теорий результатом хитроумной политической комбинации, разработанной и осуществлённой Я. М. Свердловым, которому нужно было создать видимость того, что решение центра о размещении царской семьи в Екатеринбурге было вынужденной реакцией на самочинные действия уральских большевиков. Историк утверждал, что Яковлев чётко исполнял установки Свердлова и только его, получаемые на протяжении всей операции по перемещению царя из Тобольска в Екатеринбург:527. Для современников верная оценка происходивших событий затруднялась ещё и тем, что они, как правило, не отождествляли комиссара ВЦИК Яковлева с Мячиным. Один из основных организаторов расстрела царской семьи Я. М. Юровский в своих воспоминаниях затруднился назвать как настоящие мотивы Яковлева, так и его настоящую фамилию, проследив его дальнейшую биографию только до перехода на сторону Комуча. Колчаковский следователь Н. А. Соколов проследил её до момента бегства в 1919 году, и с Мячиным Яковлева также не отождествлял.

### В годы Гражданской войны
После доставки царя с царицей в Екатеринбург Яковлев, из-за конфликтов с уральскими большевиками, не стал возвращаться в Тобольск за оставшимися ссыльными (детьми Николая II), а отбыл в Москву. В приказе Н. Подвойского от 8 июня 1918 года Яковлев называется «главнокомандующим Урало-Оренбургским фронтом», ему поручается общее руководство обороной ст. Кинель. 22 июня на базе уфимских формирований создаётся 2-я армия РККА, Яковлев — командующий этой армией. Дезертировал из Красной Армии. Другой командующий 2-й армией Ф. Е. Махин, так же, как и Яковлев, перешёл к комучевцам.
21 октября 1918 года явился в Комуч и предложил свои услуги «учредиловцам». Позднее, на следствии, Мячин объяснял свой поступок отчаяньем, разуверением в победе большевиков. Друзьям же Мячин рассказывал другую версию: якобы, он хотел внедриться в Комитет для разведывательной работы. 18 ноября 1918 года, с приходом к власти А. В. Колчака, был арестован, доставлен в Челябинск и передан под охрану белочехам. В начале 1919 был освобождён под подписку и бежал за границу (в Харбин).

### В Китае
В Харбине, куда Яковлев-Мячин приехал в 1919 г., он работал электромонтером на мельнице, затем в железнодорожных мастерских КВЖД. За организацию забастовок преследовался властями Китая. Затем из Харбина он переехал на юг Китая, где жил под именем Стояновича, также пользовался псевдонимом Минор.
Представитель КИМ и Дальневосточного бюро Коминтерна С. А. Далин в своих воспоминаниях описывает встречу со Стояновичем 22 апреля 1922 году в Кантоне. Стоянович тогда числился корреспондентом ДАЛЬТА — телеграфного агентства ДВР. Тогда Стоянович поддерживал Чэнь Цзюнмина. В середине 1922 года Стоянович уехал в Шанхай, где устроился секретарем в советское консульство. Работал в аппарате главного политического советника при правительстве Сунь Ятсена М. М. Бородина.
Положение Стояновича в Китае особенно сильно ухудшилось с приходом Чан Кайши к власти в Нанкине в 1927 году. Он провёл три месяца в китайской тюрьме по подозрению в «устройстве внутренних смут» и был освобождён только под давлением советского консула в Шанхае. Решив более не искушать судьбу, Мячин-Стоянович не стал дожидаться массовой чистки Шанхая от коммунистов (см. Шанхайская резня 1927 года) и бежал в СССР.

### ГУЛАГ
Вернулся в СССР в 1927 году. Был арестован и осуждён Коллегией ОГПУ СССР за измену на 10 лет. Отбывал наказание в УСЛОНе и Беломорско-Балтийском ИТЛ. В 1933 году «за самоотверженную работу на строительстве Беломорско-Балтийского канала» решением ОГПУ освобождён досрочно. В 1933—1937 годах — сотрудник ГУЛАГ ОГПУ-НКВД. В 1933—1934 годах — начальник Осиновской группы 2-го отделения Сибирского УИТЛ ОГПУ. Начальник ИТК НКВД. Заведовал отделом коммунального хозяйства в системе ГУЛАГ. В 1937 году уволен из НКВД.
Несколько месяцев работал в отделе снабжения на инструментальном заводе в г. Ворсма Горьковской области. Арестован в феврале 1938 года. 16 сентября 1938 г. Военной коллегией Верховного суда СССР приговорён к высшей мере наказания. Расстрелян. Впоследствии реабилитирован по делу 1938 года.

## Киновоплощения
- 1971 — «Николай и Александра». В роли комиссара Яковлева — Иэн Холм
- 2000 — «Романовы. Венценосная семья». В роли комиссара Яковлева — Игорь Скляр